# Treinongeval bij Morlanwelz
Het treinongeval bij Morlanwelz was een incident op 27 november 2017 nabij Morlanwelz in de Belgische provincie Henegouwen. Een trein was eerder die dag betrokken geraakt bij een aanrijding met een auto op een overweg. Alhoewel niemand gewond raakte bij het ongeval en de brand die daarop volgde, vielen wel twee doden en meerdere gewonden bij het wegtakelen van deze trein later op de dag.
Tijdens de opruimoperatie 's avonds ging er iets mis bij het wegslepen van de trein. Van de trein van het type MS96 kwam treinstel 449 los van treinstel 442. Deze laatste rolde weg richting het station van Strépy-Bracquegnies waar het treinstel botste met een andere personentrein.
De trein rolde meer dan 14 km door enkele stations en langs meerdere overwegen. Hierbij werden 4 arbeiders van Infrabel aangereden. Twee overleefden de klap niet, de twee anderen raakten zwaar gewond. Bij de aanrijding met de andere trein vielen vijf gewonden.
Daarmee kwam het totaal op twee doden en zeven gewonden bij het treinongeval nabij Morlanwelz en de daarop volgens weggerolde trein.